# Hemisfério cerebral

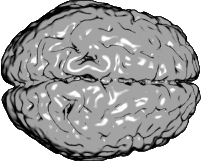
O cérebro humano visto de cima, mostrando os hemisférios cerebrais. A porção anterior do cérebro está voltada para a direita

Um hemisfério cerebral é definido como uma das duas regiões do cérebro que são divididas pelo plano mediano do corpo. Desta maneira, o cérebro pode ser dividido em hemisfério cerebral esquerdo e hemisfério cerebral direito.